# كامبورزانو
كامبورزانو (بالإيطالية: Camburzano)‏ هي بلدية في مقاطعة بييلا في إقليم بييمونتي في إيطاليا.

## السكان
في سنة 1861 بلغ عدد السكان 951 نسمة، وتطور العدد ليصل في سنة 2011 لـ 1٬227 نسمة.
يظهر هذا المخطط البياني تطور النمو السكاني لـ كامبورزانو